# Freddie Woodward
Pour les articles homonymes, voir Woodward.
Freddie Woodward, né le 23 juin 1995 à Sheffield, est un nageur et plongeur britannique.

## Biographie
En 2012, Freddie Woodward remporte la médaille d'or en saut synchro à 3 m avec Daniel Goodfellow aux International Youth Meet à Dresde, en Allemagne. 
En 2014, durant les Jeux du Commonwealth à Glasgow, il décroche la médaille de bronze en duo avec Nicholas Robinson-Baker,,, lors de l'épreuve du saut de plongeon synchronisé messieurs qui fut remportée par les plongeurs anglais Jack Laugher et Chris Mears.
En 2016, il participe aux Jeux olympiques d'été de 2016 mais ne dépasse pas le stade des séries au tremplin à 3 mètres, s'y classant 19e.